# Landrum
Landrum és una població dels Estats Units a l'estat de Carolina del Sud. Segons el cens del 2000 tenia 2.472 habitants.

## Demografia
Segons el cens del 2000, Landrum tenia 2.472 habitants, 1.040 habitatges i 691 famílies. La densitat de població era de 406,1 habitants/km².
Dels 1.040 habitatges en un 28,6% hi vivien nens de menys de 18 anys, en un 47,1% hi vivien parelles casades, en un 14,8% dones solteres, i en un 33,5% no eren unitats familiars. En el 30,2% dels habitatges hi vivien persones soles el 14,5% de les quals corresponia a persones de 65 anys o més que vivien soles. El nombre mitjà de persones vivint en cada habitatge era de 2,36 i el nombre mitjà de persones que vivien en cada família era de 2,93.
Per edats la població es repartia de la següent manera: un 23,7% tenia menys de 18 anys, un 7,2% entre 18 i 24, un 27,3% entre 25 i 44, un 23,4% de 45 a 60 i un 18,5% 65 anys o més.
L'edat mediana era de 39 anys. Per cada 100 dones de 18 o més anys hi havia 85,9 homes.
La renda mediana per habitatge era de 29.583 $ i la renda mediana per família de 40.347 $. Els homes tenien una renda mediana de 28.375 $ mentre que les dones 20.784 $. La renda per capita de la població era de 14.259 $. Entorn del 10,4% de les famílies i el 15% de la població estaven per davall del llindar de pobresa.

## Poblacions més properes
El següent diagrama mostra les poblacions més properes.